# 200 mét
200 mét là một cự ly và nội dung chạy nước rút. Trên đường chạy 400 m ngoài trời, cuộc chạy đua bắt đầu ở khúc quanh và kết thúc ở đường chạy thẳng, do đó đòi hỏi các vận động viên phải phối kết hợp nhiều kỹ thuật để chiến thắng. stadion, một cuộc chạy có cự ly gần tương đương và diễn ra trên đường thẳng, là môn thi đầu tiên được ghi chép lại tại Thế vận hội cổ đại. Cuộc chạy 200 m hướng nhiều tới độ bền bỉ về tốc độ hơn so với các nội dung chạy ngắn hơn.
Trước đây tại Hoa Kỳ và một số nơi, các vận động viên chạy cự ly 220 yard (201,168 m) thay vì 200 m (218,723 yard), tuy nhiên cự ly này không còn được sử dụng nữa. Cách quy đổi từ thành tích chạy 220 yard sang chạy 200 m là trừ đi 0,1 giây, tuy nhiên cũng có các cách chuyển đổi khác. Một cuộc chạy không còn được tổ chức nữa là 200 mét thẳng. Ban đầu khi Hiệp hội điền kinh nghiệp dư quốc tế (IAAA; nay là Liên đoàn điền kinh quốc tế/IAAF) bắt đầu ghi chép các kỷ lục thế giới vào năm 1912, chỉ các kỷ lục trên đường chạy thẳng mới được tính. Vào năm 1951, IAAF bắt đầu công nhân các kỷ lục trên đường chạy cong. Tới năm 1976 các kỷ lục trên đường chạy thẳng bị bãi bỏ hoàn toàn.
Cự ly này thu hút các vận động viên ở cự ly khác, chủ yếu là các vận động viên chạy 100 mét muốn lập cú đúp danh hiệu. Thành tích này được thiết lập tại nhiều kỳ Thế vận hội; của nam gồm có Archie Hahn năm 1904, Ralph Craig năm 1912, Percy Williams năm 1928, Eddie Tolan năm 1932, Jesse Owens năm 1936, Bobby Morrow năm 1956, Valeriy Borzov năm 1972, Carl Lewis năm 1984, và Usain Bolt các năm 2008, 2012 và 2016; còn của nữ là Fanny Blankers-Koen năm 1948, Marjorie Jackson năm 1952, Betty Cuthbert năm 1956, Wilma Rudolph năm 1960, Renate Stecher năm 1972, Florence Griffith-Joyner năm 1988 và Elaine Thompson năm 2016. Marion Jones về đích đầu tiên ở cả hai cự ly năm 2000 nhưng bị hủy kết quả và tước huy chương vì sử dụng chất kích thích vận động. Cú đúp 200 m và 400 m lần đầu được thiết lập bởi Valerie Brisco-Hooks năm 1984, và sau đó là Michael Johnson và Marie-José Pérec cùng năm 1996. Usain Bolt là vận động viên nam duy nhất nhiều lần vô địch Olympic, trong khi Bärbel Wöckel (Eckert) và Veronica Campbell-Brown là hai nữ vận động viên nhiều lần đoạt huy chương vàng 200m Thế vận hội.
Đương kim giữ kỷ lục thế giới là Usain Bolt của Jamaica với thành tích 19,19s tại Giải vô địch điền kinh thế giới 2009. Đương kim giữ kỷ lục của nữ là Florence Griffith-Joyner người Mỹ với 21,34s tại Thế vận hội Mùa hè 1988.

## Top 25 mọi thời đại
- A: Độ cao lớn

### Nam (ngoài trời)
- Tính tới tháng 7 năm 2017.[2]

| Xếp hạng | Thời gian | Gió  | Tên                 | Quốc gia           | Ngày                 | Địa điểm           | Nguồn |
| -------- | --------- | ---- | ------------------- | ------------------ | -------------------- | ------------------ | ----- |
| 1        | 19,19     | -0,3 | Usain Bolt          | Jamaica            | 20 tháng 8 năm 2009  | Berlin             |       |
| 2        | 19,26     | +0,7 | Yohan Blake         | Jamaica            | 16 tháng 9 năm 2011  | Bruxelles          |       |
| 3        | 19,32     | +0,4 | Michael Johnson     | Hoa Kỳ             | 1 tháng 8 năm 1996   | Atlanta            |       |
| 4        | 19,53     | +0,7 | Walter Dix          | Hoa Kỳ             | 16 tháng 9 năm 2011  | Bruxelles          |       |
| 5        | 19,57     | +0,4 | Justin Gatlin       | Hoa Kỳ             | 28 tháng 6 năm 2015  | Eugene             | [ 3 ] |
| 6        | 19,58     | +1,3 | Tyson Gay           | Hoa Kỳ             | 30 tháng 5 năm 2009  | Thành phố New York |       |
| 7        | 19,63     | +0,4 | Xavier Carter       | Hoa Kỳ             | 11 tháng 7 năm 2006  | Lausanne           |       |
| 8        | 19,65     | 0,0  | Wallace Spearmon    | Hoa Kỳ             | 28 tháng 9 năm 2006  | Daegu              |       |
| 9        | 19,68     | +0,4 | Frankie Fredericks  | Namibia            | 1 tháng 8 năm 1996   | Atlanta            |       |
| 10       | 19,72A    | +1,8 | Pietro Mennea       | Ý                  | 12 tháng 9 năm 1979  | Thành phố México   |       |
| 11       | 19,73     | -0,2 | Michael Marsh       | Hoa Kỳ             | 5 tháng 8 năm 1992   | Barcelona          |       |
| 12       | 19,74     | +1,4 | Lashawn Merritt     | Hoa Kỳ             | 8 tháng 7 năm 2016   | Eugene             | [ 4 ] |
| 13       | 19,75     | +1,5 | Carl Lewis          | Hoa Kỳ             | 19 tháng 6 năm 1983  | Indianapolis       |       |
| 13       | 19,75     | +1,7 | Joe DeLoach         | Hoa Kỳ             | 28 tháng 9 năm 1988  | Seoul              |       |
| 15       | 19,77     | +0,7 | Ato Boldon          | Trinidad và Tobago | 13 tháng 7 năm 1997  | Stuttgart          |       |
| 15       | 19,77     | 0,0  | Isaac Makwala       | Botswana           | 14 tháng 7 năm 2017  | Madrid             | [ 5 ] |
| 17       | 19,79     | +1,2 | Shawn Crawford      | Hoa Kỳ             | 26 tháng 8 năm 2004  | Athens             |       |
| 17       | 19,79     | +0,9 | Warren Weir         | Jamaica            | 23 tháng 6 năm 2013  | Kingston           |       |
| 19       | 19,80     | +0,8 | Christophe Lemaitre | Pháp               | 3 tháng 9 năm 2011   | Daegu              |       |
| 19       | 19,80     | +2.0 | Rasheed Dwyer       | Jamaica            | 23 tháng 7 năm 2015  | Toronto            | [ 6 ] |
| 19       | 19,80     | -0.3 | Andre de Grasse     | Canada             | 17 tháng 8 năm 2016  | Rio de Janeiro     | [ 7 ] |
| 22       | 19,81     | -0,3 | Alonso Edward       | Panama             | 20 tháng 8 năm 2009  | Berlin             |       |
| 22       | 19,81     | +0,4 | Churandy Martina    | Hà Lan             | 25 tháng 8 năm 2016  | Lausanne           | [ 8 ] |
| 24       | 19,83A    | +0,9 | Tommie Smith        | Hoa Kỳ             | 16 tháng 10 năm 1968 | Thành phố México   |       |
| 25       | 19,84     | 1.7  | Francis Obikwelu    | Nigeria            | 25 tháng 8 năm 1999  | Sevilla            |       |
| 25       | 19,84     | 1.2  | Wayde Van Niekerk   | Nam Phi            | 10 tháng 6 năm 2017  | Kingston           | [ 9 ] |

### Nữ (ngoài trời)
- Tính tới tháng 8 năm 2017.[10]

| Xếp hạng | Kết quả | Gió  | Tên                      | Quốc gia  | Ngày                | Địa điểm          | Nguồn  |
| -------- | ------- | ---- | ------------------------ | --------- | ------------------- | ----------------- | ------ |
| 1        | 21,34   | +1,3 | Florence Griffith-Joyner | Hoa Kỳ    | 29 tháng 9 năm 1988 | Seoul             |        |
| 2        | 21,62A  | -0,6 | Marion Jones             | Hoa Kỳ    | 11 tháng 9 năm 1998 | Johannesburg      |        |
| 3        | 21,63   | +0,2 | Dafne Schippers          | Hà Lan    | 28 tháng 8 năm 2015 | Bắc Kinh          | [ 11 ] |
| 4        | 21,64   | +0,8 | Merlene Ottey            | Jamaica   | 13 tháng 9 năm 1991 | Bruxelles         |        |
| 5        | 21,66   | +0,2 | Elaine Thompson          | Jamaica   | 28 tháng 8 năm 2015 | Bắc Kinh          | [ 11 ] |
| 6        | 21,69   | +1,0 | Allyson Felix            | Hoa Kỳ    | 30 tháng 6 năm 2012 | Eugene            | [ 12 ] |
| 7        | 21,71   | +0,7 | Marita Koch              | Đông Đức  | 10 tháng 6 năm 1979 | Karl-Marx-Stadt   |        |
| 7        | 21,71   | +0,3 | Marita Koch              | Đông Đức  | 21 tháng 7 năm 1984 | Potsdam           |        |
| 7        | 21,71   | +1,2 | Heike Drechsler          | Đông Đức  | 29 tháng 6 năm 1986 | Jena              |        |
| 7        | 21,71   | -0,8 | Heike Drechsler          | Đông Đức  | 29 tháng 8 năm 1986 | Stuttgart         |        |
| 9        | 21,72   | +1,3 | Grace Jackson            | Jamaica   | 29 tháng 9 năm 1988 | Seoul             |        |
| 9        | 21,72   | -0,1 | Gwen Torrence            | Hoa Kỳ    | 15 tháng 8 năm 1992 | Barcelona         |        |
| 11       | 21,74   | +0,4 | Marlies Göhr             | Đông Đức  | 3 tháng 6 năm 1984  | Erfurt            |        |
| 11       | 21,74   | +1,2 | Silke Gladisch           | Đông Đức  | 3 tháng 9 năm 1987  | Roma              |        |
| 11       | 21,74   | +0,6 | Veronica Campbell-Brown  | Jamaica   | 21 tháng 8 năm 2008 | Bắc Kinh          |        |
| 14       | 21,75   | -0,1 | Juliet Cuthbert          | Jamaica   | 5 tháng 8 năm 1992  | Barcelona         |        |
| 15       | 21,77   | +0,6 | Inger Miller             | Hoa Kỳ    | 27 tháng 8 năm      | Sevilla           |        |
| 15       | 21,77   | +1,5 | Tori Bowie               | Hoa Kỳ    | 27 tháng 5 năm 2017 | Eugene            | [ 13 ] |
| 17       | 21,81   | -0,1 | Valerie Brisco-Hooks     | Hoa Kỳ    | 9 tháng 8 năm 1984  | Los Angeles       |        |
| 18       | 21,83   | -0,2 | Evelyn Ashford           | Hoa Kỳ    | 24 tháng 8 năm 1979 | Montréal          |        |
| 19       | 21,85   | +0,3 | Bärbel Wöckel            | Đông Đức  | 21 tháng 7 năm 1984 | Potsdam           |        |
| 20       | 21,87   | 0,0  | Irina Privalova          | Nga       | 25 tháng 7 năm 1995 | Monaco            |        |
| 21       | 21,88   | +0,1 | Shaunae Miller-Uibo      | Bahamas   | 24 tháng 8 năm 2017 | Zürich            | [ 14 ] |
| 22       | 21,93   | +1,3 | Pam Marshall             | Hoa Kỳ    | 23 tháng 7 năm 1988 | Indianapolis      |        |
| 23       | 21,95   | +0,3 | Katrin Krabbe            | Đông Đức  | 30 tháng 8 năm 1990 | Split             |        |
| 24       | 21,97   | +1,9 | Jarmila Kratochvilova    | Tiệp Khắc | 6 tháng 6 năm 1981  | Bratislava        |        |
| 25       | 21,99   | +0,9 | Chandra Cheeseborough    | Hoa Kỳ    | 19 tháng 6 năm 1983 | Indianapolis      |        |
| 25       | 21,99   | +1,1 | Marie-José Pérec         | Pháp      | 2 tháng 7 năm 1993  | Villeneuve-d'Ascq |        |
| 25       | 21,99   | +1,1 | Kerron Stewart           | Jamaica   | 29 tháng 7 năm 2008 | Kingston          |        |

### Nam (trong nhà)
- Tính tới tháng 3 năm 2017.[15]

| Xếp hạng | Kết quả | Tên                | Quốc gia           | Ngày                | Địa điểm        | Nguồn  |
| -------- | ------- | ------------------ | ------------------ | ------------------- | --------------- | ------ |
| 1        | 19,92   | Frankie Fredericks | Namibia            | 18 tháng 2 năm 1996 | Lievin          | [ 16 ] |
| 2        | 20,10   | Wallace Spearmon   | Hoa Kỳ             | 11 tháng 3 năm 2005 | Fayetteville    |        |
| 3        | 20,11   | Christian Coleman  | Hoa Kỳ             | 11 tháng 3 năm 2017 | College Station | [ 17 ] |
| 4        | 20,19   | Trayvon Bromell    | Hoa Kỳ             | 14 tháng 3 năm 2015 | Fayetteville    | [ 18 ] |
| 5        | 20,25   | Linford Christie   | Anh Quốc           | 19 tháng 2 năm 1995 | Lievin          |        |
| 6        | 20,26   | Obadele Thompson   | Barbados           | 6 tháng 3 năm 1999  | Maebashi        |        |
| 6        | 20,26   | Shawn Crawford     | Hoa Kỳ             | 10 tháng 3 năm 2000 | Fayetteville    |        |
| 6        | 20,26   | John Capel         | Hoa Kỳ             | 10 tháng 3 năm 2000 | Fayetteville    |        |
| 6        | 20,26   | Andre De Grasse    | Canada             | 14 tháng 3 năm 2015 | Fayetteville    | [ 18 ] |
| 10       | 20,27   | Walter Dix         | Hoa Kỳ             | 10 tháng 3 năm 2006 | Fayetteville    |        |
| 11       | 20,30   | Xavier Carter      | Hoa Kỳ             | 10 tháng 3 năm 2006 | Fayetteville    |        |
| 12       | 20,31   | Coby Miller        | Hoa Kỳ             | 3 tháng 3 năm 2001  | Atlanta         |        |
| 12       | 20,31   | Jereem Richards    | Trinidad và Tobago | 11 tháng 3 năm 2017 | College Station | [ 17 ] |
| 14       | 20,32   | Rohsaan Griffin    | Hoa Kỳ             | 27 tháng 2 năm 1999 | Atlanta         |        |
| 14       | 20,32   | Kevin Little       | Hoa Kỳ             | 5 tháng 3 năm 1999  | Maebashi        |        |
| 14       | 20,32 A | Deondre Batson     | Hoa Kỳ             | 14 tháng 3 năm 2014 | Albuquerque     |        |
| 17       | 20,34 A | Dedric Dukes       | Hoa Kỳ             | 14 tháng 3 năm 2014 | Albuquerque     |        |
| 18       | 20,35   | Ato Boldon         | Trinidad và Tobago | 23 tháng 2 năm 1997 | Birmingham      |        |
| 19       | 20,36   | Bruno Marie-Rose   | France             | 22 tháng 2 năm 1987 | Liévin          |        |
| 19       | 20,36   | Rubin Williams     | Hoa Kỳ             | 14 tháng 3 năm 2008 | Fayetteville    |        |
| 19       | 20,36   | Just'n Thymes      | Hoa Kỳ             | 11 tháng 3 năm 2017 | College Station | [ 19 ] |
| 22       | 20,37   | Ameer Webb         | Hoa Kỳ             | 8 tháng 3 năm 2013  | Fayetteville    |        |
| 23       | 20,38   | Rodney Martin      | Hoa Kỳ             | 11 tháng 3 năm 2005 | Fayetteville    |        |
| 23       | 20,38   | Curtis Mitchell    | Hoa Kỳ             | 12 tháng 3 năm 2010 | Fayetteville    |        |
| 25       | 20,39   | Rakieem Salaam     | Hoa Kỳ             | 11 tháng 3 năm 2011 | College Station |        |

### Nữ (trong nhà)
- Tính tới tháng 3 năm 2017.[20]

| Xếp hạng | Kết quả | Tên                     | Quốc gia | Ngày                | Địa điểm        | Nguồn  |
| -------- | ------- | ----------------------- | -------- | ------------------- | --------------- | ------ |
| 1        | 21,87   | Merlene Ottey           | Jamaica  | 13 tháng 2 năm 1993 | Lievin          |        |
| 2        | 22,10   | Irina Privalova         | Nga      | 19 tháng 2 năm 1995 | Toronto         |        |
| 3        | 22,27   | Heike Drechsler         | Đông Đức | 7 tháng 3 năm 1987  | Indianapolis    |        |
| 4        | 22,33   | Gwen Torrence           | Hoa Kỳ   | 3 tháng 2 năm 1996  | Atlanta         |        |
| 5        | 22,38   | Veronica Campbell-Brown | Jamaica  | 18 tháng 2 năm 2005 | Birmingham      |        |
| 6        | 22,39   | Marita Koch             | Đông Đức | 5 tháng 3 năm 1983  | Budapest        |        |
| 6        | 22,39   | Ionela Tirlea           | România  | 6 tháng 3 năm 1999  | Maebashi        |        |
| 8        | 22,40   | Bianca Knight           | Hoa Kỳ   | 14 tháng 3 năm 2008 | Fayetteville    |        |
| 9        | 22,41   | Galina Malchugina       | Nga      | 13 tháng 3 năm 1994 | Paris           |        |
| 10       | 22,42   | Ariana Washington       | Hoa Kỳ   | 11 tháng 3 năm 2017 | College Station | [ 17 ] |
| 11       | 22,43   | Svetlana Goncharenko    | Nga      | 22 tháng 2 năm 1998 | Lievin          |        |
| 12       | 22,45   | Felicia Brown           | Hoa Kỳ   | 27 tháng 2 năm 2016 | Fayetteville    |        |
| 13       | 22,49   | Muriel Hurtis           | Pháp     | 14 tháng 3 năm 2003 | Birmingham      |        |
| 13       | 22,49   | Muna Lee                | Hoa Kỳ   | 14 tháng 3 năm 2003 | Fayetteville    |        |
| 13       | 22,49   | Sanya Richards-Ross     | Hoa Kỳ   | 12 tháng 3 năm 2004 | Fayetteville    |        |
| 16       | 22,50   | Melanie Paschke         | Đức      | 1 tháng 3 năm 1998  | Valencia        |        |
| 16       | 22,50   | Kamaria Brown           | Hoa Kỳ   | 1 tháng 3 năm 2014  | College Station |        |
| 18       | 22,52   | Nanceen Perry           | Hoa Kỳ   | 13 tháng 2 năm 2000 | Liévin          |        |
| 18       | 22,52   | Jenna Prandini          | Hoa Kỳ   | 13 tháng 3 năm 2015 | Fayetteville    |        |
| 20       | 22,53   | Hannah Cunliffe         | Hoa Kỳ   | 11 tháng 3 năm 2017 | College Station | [ 17 ] |
| 21       | 22,54   | Kimberlyn Duncan        | Hoa Kỳ   | 24 tháng 2 năm 2013 | Fayetteville    |        |
| 21       | 22,54   | Deanna Hill             | Hoa Kỳ   | 11 tháng 3 năm 2017 | College Station | [ 21 ] |
| 23       | 22,57   | Shalonda Solomon        | Hoa Kỳ   | 10 tháng 3 năm 2006 | Fayetteville    |        |
| 24       | 22,58   | Grit Breuer             | Đức      | 10 tháng 3 năm 1991 | Sevilla         |        |
| 24       | 22,58   | Kerron Stewart          | Jamaica  | 9 tháng 3 năm 2007  | Fayetteville    |        |

## Huy chương Thế vận hội

### Nam
| Đại hội               | Vàng                        | Bạc                      | Đồng                      |
| --------------------- | --------------------------- | ------------------------ | ------------------------- |
| Paris 1900            | Walter Tewksbury (USA)      | Norman Pritchard (IND)   | Stan Rowley (AUS)         |
| St. Louis 1904        | Archie Hahn (USA)           | Nate Cartmell (USA)      | William Hogenson (USA)    |
| Luân Đôn 1908         | Robert Kerr (CAN)           | Robert Cloughen (USA)    | Nate Cartmell (USA)       |
| Stockholm 1912        | Ralph Craig (USA)           | Donald Lippincott (USA)  | Willie Applegarth (GBR)   |
| Antwerpen 1920        | Allen Woodring (USA)        | Charlie Paddock (USA)    | Harry Edward (GBR)        |
| Paris 1924            | Jackson Scholz (USA)        | Charlie Paddock (USA)    | Eric Liddell (GBR)        |
| Amsterdam 1928        | Percy Williams (CAN)        | Walter Rangeley (GBR)    | Helmut Körnig (GER)       |
| Los Angeles 1932      | Eddie Tolan (USA)           | George Simpson (USA)     | Ralph Metcalfe (USA)      |
| Berlin 1936           | Jesse Owens (USA)           | Mack Robinson (USA)      | Tinus Osendarp (NED)      |
| Luân Đôn 1948         | Mel Patton (USA)            | Barney Ewell (USA)       | Lloyd LaBeach (PAN)       |
| Helsinki 1952         | Andy Stanfield (USA)        | Thane Baker (USA)        | James Gathers (USA)       |
| Melbourne 1956        | Bobby Morrow (USA)          | Andy Stanfield (USA)     | Thane Baker (USA)         |
| Roma 1960             | Livio Berruti (ITA)         | Lester Carney (USA)      | Abdoulaye Seye (FRA)      |
| Tokyo 1964            | Henry Carr (USA)            | Paul Drayton (USA)       | Edwin Roberts (TRI)       |
| Thành phố México 1968 | Tommie Smith (USA)          | Peter Norman (AUS)       | John Carlos (USA)         |
| München 1972          | Valeriy Borzov (URS)        | Larry Black (USA)        | Pietro Mennea (ITA)       |
| Montréal 1976         | Don Quarrie (JAM)           | Millard Hampton (USA)    | Dwayne Evans (USA)        |
| Moskva 1980           | Pietro Mennea (ITA)         | Allan Wells (GBR)        | Don Quarrie (JAM)         |
| Los Angeles 1984      | Carl Lewis (USA)            | Kirk Baptiste (USA)      | Thomas Jefferson (USA)    |
| Seoul 1988            | Joe DeLoach (USA)           | Carl Lewis (USA)         | Robson da Silva (BRA)     |
| Barcelona 1992        | Michael Marsh (USA)         | Frankie Fredericks (NAM) | Michael Bates (USA)       |
| Atlanta 1996          | Michael Johnson (USA)       | Frankie Fredericks (NAM) | Ato Boldon (TRI)          |
| Sydney 2000           | Konstantinos Kenteris (GRE) | Darren Campbell (GBR)    | Ato Boldon (TRI)          |
| Athens 2004           | Shawn Crawford (USA)        | Bernard Williams (USA)   | Justin Gatlin (USA)       |
| Bắc Kinh 2008         | Usain Bolt (JAM)            | Shawn Crawford (USA)     | Walter Dix (USA)          |
| Luân Đôn 2012         | Usain Bolt (JAM)            | Yohan Blake (JAM)        | Warren Weir (JAM)         |
| Rio de Janeiro 2016   | Usain Bolt (JAM)            | Andre De Grasse (CAN)    | Christophe Lemaitre (FRA) |

### Nữ
| Đại hội               | Vàng                           | Bạc                           | Đồng                                |
| --------------------- | ------------------------------ | ----------------------------- | ----------------------------------- |
| Luân Đôn 1948         | Fanny Blankers-Koen (NED)      | Audrey Williamson (GBR)       | Audrey Patterson (USA)              |
| Helsinki 1952         | Marjorie Jackson (AUS)         | Bertha Brouwer (NED)          | Nadezhda Khnykina-Dvalishvili (URS) |
| Melbourne 1956        | Betty Cuthbert (AUS)           | Christa Stubnick (EUA)        | Marlene Mathews (AUS)               |
| Roma 1960             | Wilma Rudolph (USA)            | Jutta Heine (EUA)             | Dorothy Hyman (GBR)                 |
| Tokyo 1964            | Edith McGuire (USA)            | Irena Kirszenstein (POL)      | Marilyn Black (AUS)                 |
| Thành phố México 1968 | Irena Szewińska (POL)          | Raelene Boyle (AUS)           | Jenny Lamy (AUS)                    |
| München 1972          | Renate Stecher (GDR)           | Raelene Boyle (AUS)           | Irena Szewińska (POL)               |
| Montréal 1976         | Bärbel Eckert (GDR)            | Annegret Richter (FRG)        | Renate Stecher (GDR)                |
| Moskva 1980           | Bärbel Wöckel (GDR)            | Natalya Bochina (URS)         | Merlene Ottey (JAM)                 |
| Los Angeles 1984      | Valerie Brisco-Hooks (USA)     | Florence Griffith (USA)       | Merlene Ottey (JAM)                 |
| Seoul 1988            | Florence Griffith-Joyner (USA) | Grace Jackson (JAM)           | Heike Drechsler (GDR)               |
| Barcelona 1992        | Gwen Torrence (USA)            | Juliet Cuthbert (JAM)         | Merlene Ottey (JAM)                 |
| Atlanta 1996          | Marie-José Pérec (FRA)         | Merlene Ottey (JAM)           | Mary Onyali (NGR)                   |
| Sydney 2000           | Pauline Davis-Thompson (BAH)   | Susanthika Jayasinghe (SRI)   | Beverly McDonald (JAM)              |
| Athens 2004           | Veronica Campbell (JAM)        | Allyson Felix (USA)           | Debbie Ferguson (BAH)               |
| Bắc Kinh 2008         | Veronica Campbell-Brown (JAM)  | Allyson Felix (USA)           | Kerron Stewart (JAM)                |
| Luân Đôn 2012         | Allyson Felix (USA)            | Shelly-Ann Fraser-Pryce (JAM) | Carmelita Jeter (USA)               |
| Rio de Janeiro 2016   | Elaine Thompson (JAM)          | Dafne Schippers (NED)         | Tori Bowie (USA)                    |